# Lorenzo Vigas

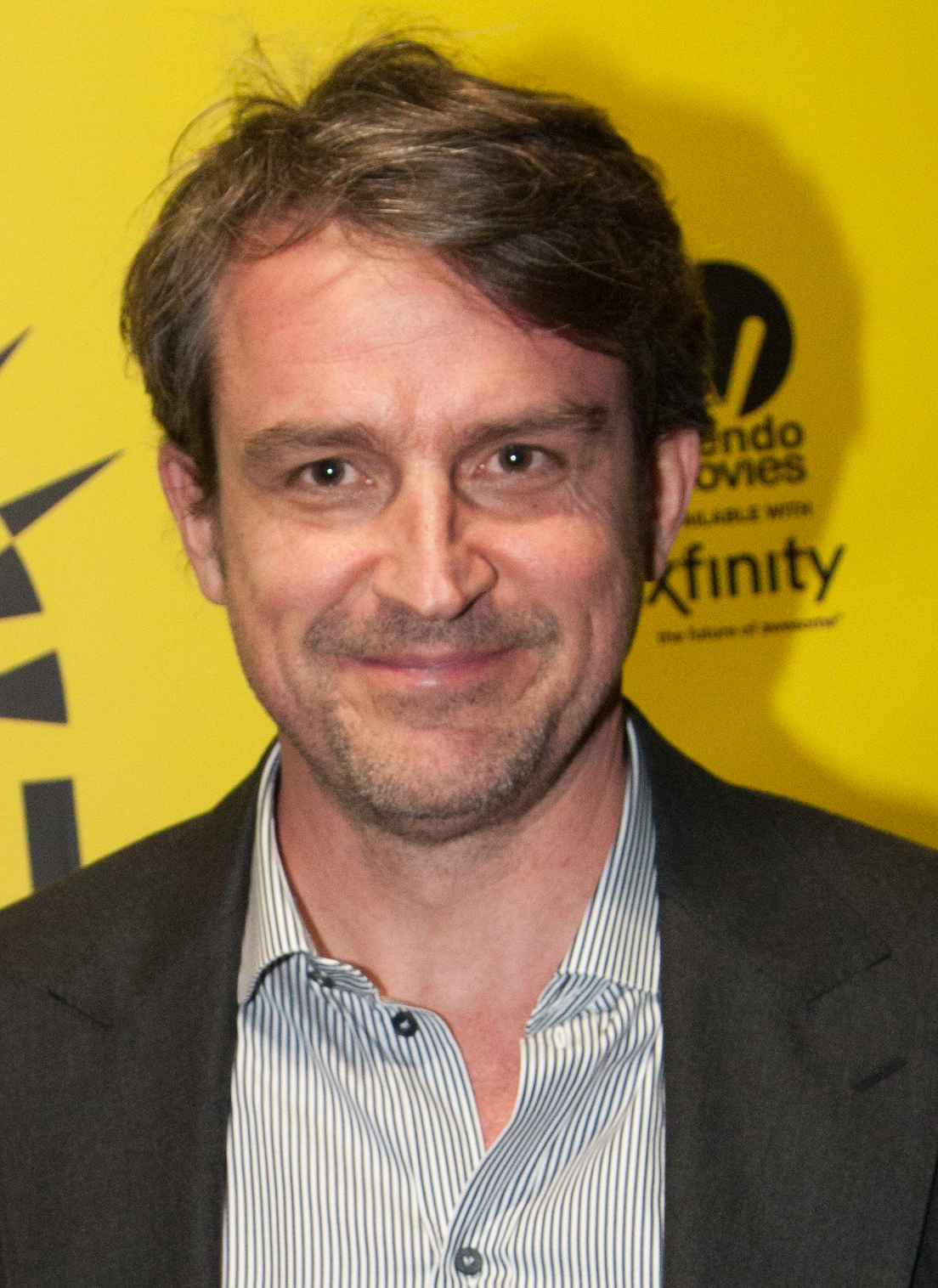
Lorenzo Vigas (2016)

Lorenzo Vigas Castes (* 1967 in Mérida) ist ein venezolanischer Filmregisseur, Drehbuchautor und Filmproduzent.

## Leben und Karriere
Lorenzo Vigas ist der Sohn des bekannten venezolanischen Künstlers Oswaldo Vigas (1926–2014). Bereits „im zarten Jugendalter“ wurde er an Werke des Filmregisseurs Pier Paolo Pasolini (Accattone – Wer nie sein Brot mit Tränen aß, Mamma Roma) herangeführt. Im Alter von 15 Jahren erhielt er von seinem Vater eine VHS-Kamera geschenkt und er begann mit Freunden „Home Movies mit Kunstanspruch“ zu realisieren. In dieser Zeit schwärmte er für den schwedischen Filmemacher Ingmar Bergman.
Vigas studierte Molekularbiologie an der University of Tampa in Florida. Zwar besuchte er einige Filmkurse, u. a. an der New York University, durchlief aber keine klassische Ausbildung an einer Filmhochschule. Eigenen Angaben zufolge brachte sich Vigas das Filmhandwerk zu großen Teilen autodidaktisch bei.
Sein Spielfilmdebüt gab er 2015 mit dem Drama Caracas, eine Liebe, dass den Goldenen Löwen der Filmfestspiele von Venedig gewinnen konnte. Nach dem Dokumentarfilm El vendedor de orquídeas (2016), in dem Vigas seine Eltern auftreten ließ, folgte mit The Box (2021) sein zweiter Spielfilm. Dieser brachte ihm eine erneute Einladung in den Wettbewerb von Venedig ein.
Vigas lebt in Mexiko-Stadt.

## Filmografie

### Regie und Drehbuch
- 2004: Los elefantes nunca olvidan (Kurzfilm)
- 2015: Caracas, eine Liebe (Desde allá)
- 2016: El vendedor de orquídeas  (Dokumentarfilm)
- 2021: The Box (La caja)

### Produzent
- 2004: Los elefantes nunca olvidan (Kurzfilm)
- 2015: Caracas, eine Liebe (Desde allá)
- 2016: El vendedor de orquídeas  (Dokumentarfilm)
- 2017: Las hijas de Abril
- 2020: New Order – Die neue Weltordnung (Nuevo orden)
- 2020: On the Rocks
- 2021: The Box (La caja)

## Auszeichnungen

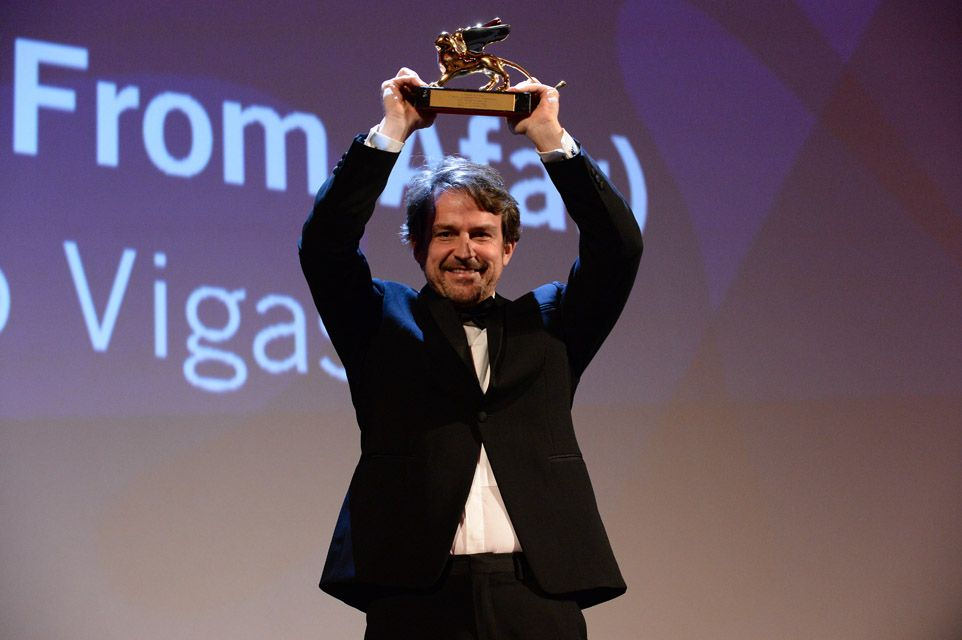
Vigas mit dem gewonnenen Goldenen Löwen von Venedig (2015)

- 2015: Filmfestspiele von Venedig – Goldener Löwe (Caracas, eine Liebe)
- 2015: Havana Film Festival – Bester Debütfilm (Caracas, eine Liebe)
- 2016: Lima Latin American Film Festival – Beste Regie (Caracas, eine Liebe)
- 2016: Miami Film Festival – Bestes Drehbuch (Caracas, eine Liebe)
- 2016: International Film Festival of Panama – Publikumspreis (Caracas, eine Liebe)